# Said Atthoumani
Said Atthoumani (arabisch سعيد التوماني; auch: Attumani, geb.) war ein komorischer Politiker.
Atthoumani diente 1975 als Minister des Inneren im État Comorien (Komorischer Staat), als die Komoren die Unabhängigkeit errangen. Allerdings verlor er sein Amt, als Ali Soilih die Macht an sich riss. Am 13. Mai 1978 unterstützte Atthoumani einen Staatsstreich, in dem Soilih abgesetzt wurde.
Bis zum 23. Mai 1978 führte Atthoumani die Übergangsregierung als politisch-militärisches Direktorat, bis die zwei Männer, die den Coup finanziert hatten aus Paris nach Moroni zurückkehrten. Der ehemalige Präsident Ahmed Abdallah (der 1975 abgesetzt worden war) und der ehemalige Vizepräsident Mohamed Ahmed übernahmen die Macht von Atthoumani, der sie formal übergab, und setzten sich als Joint Presidents ein und benannten den Staat um in République Fédérale Islamique des Comores (Föderale und Islamische Republik Komoren). Bald darauf wurde Abdallah zum einzigen Präsidenten (executive) ernannt.
Über Atthoumani ist darüber hinaus wenig bekannt. Er stammte aus einer politischen Familie und war der Neffe von Said Mohamed Jaffar (سعيد محمد جعفر), dem Chairman of the National Executive Council of the Comoros (August 1975–3. Januar 1976).